# This Left Feels Right
A This Left Feels Right (magyarul: Ez a változtatás jónak tűnik!) a Bon Jovi második válogatásalbuma, egyben akusztikus és feldolgozáslemeze is. 2003-ban jelent meg. Jon Bon Jovi szerint ez egy utazás volt az emlékek sikátorában. A lemezen az együttes legnagyobb sikereit dolgozták fel soft-rock stílusban. A 80-as évek kemény rock-dalait más fényben, kifejezésteljes balladák formájában adják elő.

## Az album dalai
1. Wanted Dead Or Alive (Jon Bon Jovi, Richie Sambora) – 3:43
2. Livin' On A Prayer (Jon Bon Jovi, Sambora, Desmond Child) – 3:41
3. Bad Medicine (Jon Bon Jovi, Sambora) – 4:27
4. It's My Life (Jon Bon Jovi, Sambora) – 3:42
5. Lay Your Hands On Me (Jon Bon Jovi, Sambora, Child) – 4:27
6. You Give Love A Bad Name (Jon Bon Jovi, Sambora, Child) – 3:29
7. Bed Of Roses (Jon Bon Jovi, Sambora, Child) – 5:38
8. Everyday (Jon Bon Jovi, Sambora, Andreas Carlsson) – 3:45
9. Born To Be My Baby (Jon Bon Jovi, Sambora) – 5:27
10. Keep The Faith (dal)|Keep The Faith (Jon Bon Jovi, Sambora) – 4:12
11. I'll Be There For You (Jon Bon Jovi, Sambora) – 4:21
12. Always (Jon Bon Jovi, Sambora) – 4:18
13. The Distance (élő) (Jon Bon Jovi, Sambora, Desmond Child) (Bónusz)
14. Joey (dal)|Joey (élő) (Jon Bon Jovi, Sambora) (Bónusz)

## Zenészek
- Jon Bon Jovi – ének
- David Bryan – billentyűs hangszerek
- Olivia d'Abo – Livin' On A Prayer-ben ének
- Hugh McDonald – basszusgitár
- Richie Sambora – gitár, vokál
- Tico Torres – dobok, ütős hangszerek